# Вольф, Зигрид
Зигрид Вольф (нем. Sigrid Wolf, род. 14 февраля 1964 года, Брайтенванг) — австрийская горнолыжница, олимпийская чемпионка, призёрка чемпионата мира, победительница этапов Кубка мира. Наиболее успешно выступала в скоростных дисциплинах.
В Кубке мира Вольф дебютировала 18 декабря 1981 года, в марте 1987 года одержала свою первую победу на этапе Кубка мира, в скоростном спуске. Всего имеет на своём счету 5 побед на этапах Кубка мира, 3 в супергиганте и 2 в скоростном спуске. Лучшим достижением в общем зачёте Кубка мира, являются для Вольф 9-е места в сезонах 1986/87 и 1989/90.
На Олимпийских играх 1988 года в Калгари завоевала золотую медаль в супергиганте, ровно на секунду обойдя ставшую второй швейцарку Микелу Фиджини, кроме этого стартовала в скоростном спуске и гигантском слаломе, но в обоих случаях не добралась до финиша.
За свою карьеру участвовала в трёх чемпионатах мира, на чемпионате мира 1989 года завоевала серебро в супергиганте.
Дважды, в 1987 и 1988 годах признавалась спортсменкой года в Австрии. Завершила спортивную карьеру в 1990 году, в результате травмы колена.

## Победы на этапах Кубка мира (5)
| № | Сезон   | Дата            | Место                    | Дисциплина           |
| - | ------- | --------------- | ------------------------ | -------------------- |
| 1 | 1986/87 | 13 марта 1987   | Вейл                     | Скоростной спуск     |
| 2 | 1986/87 | 14 марта 1987   | Вейл                     | Скоростной спуск (2) |
| 3 | 1987/88 | 28 ноября 1987  | Сестриере                | Супергигант          |
| 4 | 1988/89 | 25 февраля 1989 | Стимбот-Спрингс          | Супергигант (2)      |
| 5 | 1989/90 | 27 января 1990  | Санта-Катерина-Вальфурва | Супергигант (3)      |